# Fernando de Almeida
Fernando de Almeida dit Cotignus  (mort en 7 janvier 1500), est un ecclésiastique portugais qui fut évêque de Ceuta et évêque désigné de Nevers de 1499 à 1500.

## Biographie
Fernando de Almeida dit Cotignus est évêque de Ceuta depuis 1493. Il remplit la fonction de commissaire pontifical lors du procès en divorce entre le roi Louis XII et Jeanne de Valois. Il seconde ensuite très efficacement César Borgia dans des négociations avec Venise qui aboutissent en février 1499. À la demande du roi, il est désigné comme évêque de Nevers en 1499. Il meurt l’année suivante avant d'avoir pris possession de son diocèse.